# Antoine Tudal
Antoine Tudal (1931 – 11 de abril de 2010) fue un escritor, dramaturgo y guionista cinematográfico francés.

## Biografía
Nacido en Varsovia, Polonia, sus padres eran Jeannine Guillou y Olek Teslar. Formó parte de la familia de Nicolas de Staël cuando su madre se hizo compañera del pintor en 1937 (él la retrató en 1942). Apodado Antek, vivió con la pareja en Niza en 1940, y después en París, donde Françoise de Staël, que fue la segunda esposa del pintor tras fallecer Jeaninne, en 1947 se hizo cargo del cuidado del chico. La relación de Staël con su hijastro, que adoptó el seudónimo Antoine Tudal, fue excelente hasta la muerte del pintor.
Tudal inició su carrera en el cine en 1951 como autor del guion del documental de Alfred Chaumel En ce temps-là…. Hasta el año 1982 siguió involucrado en la producción de unas quince producciones cinematográficas y televisivas.
Además, a finales de los años 1950 empezó a trabajar temporalmente como actor de reparto, debutando como tal en 1958 bajo la dirección de Jacques Becker en Los amantes de Montparnasse, película en la cual Amedeo Modigliani era interpretado por Gérard Philipe, actuando también Lilli Palmer y Lea Padovani. Tudal trabajó hasta 1986 en otras seis películas como actor. 
En los Premios Oscar de 1964, Tudal fue nominado, junto con Serge Bourguignon, al Óscar al mejor guion adaptado por Les Dimanches de Ville d’Avray, película en la cual actuaban Hardy Krüger, Nicole Courcel y Patricia Gozzi.
En 1994 fue codirector del documental De Serge Gainsbourg à Gainsbarre de 1958 - 1991, dedicado al cantante y actor Serge Gainsbourg. 
Como escritor, Tudal fue autor de numerosos libros de poesía, obras de teatro y novelas.
Antoine Tudal falleció en el año 2010.

## Selección de su filmografía como guionista
- 1958 : Les Copains du dimanche, de Henri Aisner
- 1958 : Cerf-volant du bout du monde, de Roger Pigaut
- 1958 : Los cardos del Bărăgan, de Louis Daquin
- 1962 : Les dimanches de Ville d'Avray, de Serge Bourguignon
- 1967 : Si j'étais un espion, de Bertrand Blier
- 1969 : Catherine, de Bernard Borderie
- 1970 : Les Libertines, de Pierre Chenal
- 1972 : Les Oiseaux sur la branche, de Maurice Blettery

## Teatro
- 1959 : La Cantatrice assassinée
- 1962 : Le Jeu de la glace et de la porte
- 1964 : Les Bouquinistes
- 1974 : La Peau de l'amour
- 1976 : Le Feu sous la braise
- 1977 : Le Masque et la Rose
- 1985 : Simagrées
- 1985 : L'Ile du Poulailler
- 1987 : L'Extraordinaire Voyage de Jules Verne

## Publicaciones
- 1945 : Souspente, R.-J. Godet éditeur
- 1955 : Tempo, colección Le Point du jour, Gallimard
- 1958 : Nicolas de Staël, G. Fall éditeur
- 1962 : Le Nyctalope, novela, R. Julliard
- 2002 : Des astres, des toiles, poèmes et encrures, Rochefort-du-Gard,  AB
- 2003 : Nicolas de Staël dans son atelier, fotografías y poemas de Antoine Tudal, Neuchâtel, Ides et Calendes

## Premios y distinciones
Premios Óscar
| Año  | Categoría            | Película | Resultado |
| ---- | -------------------- | -------- | --------- |
| 1964 | Mejor guion adaptado | Sibila   | Nominado  |